# Pigeon de Hodgson
Columba hodgsonii
Espèce
Statut de conservation UICN

 LC  : Préoccupation mineure
Le Pigeon de Hodgson (Columba hodgsonii) est une espèce d'oiseau appartenant à la famille des Columbidae.

## Description
Il mesure en moyenne 38 centimètres de longueur. Le dessus est marron-brun à l'exception du cou, qui, comme chez de nombreux pigeons, est irisé. Le dessous du corps est moucheté.

## Répartition
Son aire s'étend de l'ouest de l'Himalaya au centre de la Chine et le Myanmar.